# 3A busz (Sárvár)
A sárvári 3-as jelzésű autóbusz az Autóbusz-állomás és a Méhészet megállóhelyek között közlekedik. A vonalat a Vasi Volán Zrt. üzemelteti.
Autóbusz-állomás - Laktanya utca - Sopron utca - Selyemgyár utca - Hunyadi János utca - Batthyány utca - Kossuth tér - Várkerület - Rákóczi Ferenc utca - Sótonyi út - Méhészet
| Megállóhely neve  |
| ----------------- |
| Autóbusz-állomás  |
| Vasútállomás      |
| Batthyány u.      |
| Kórház            |
| Termálfürdő       |
| TESCO Hipermarket |
| Méhészet          |

A vonal forgalmát a 6775 Sárvár – Egervölgy – Kám helyközi gyűjtő mezőben közlekedő autóbuszok látják el.